# 후안 루이스 게라
후안 루이스 게라(Juan Luis Guerra, 1957년 6월 7일 ~ )는 도미니카 공화국의 가수이다.